# Suzanne van Voorst
Susanne Civile Françoise van Voorst Vader, beter bekend als Suzanne van Voorst (Utrecht, 27 juni 1954 - Amsterdam, 14 februari 2024) was een Nederlands filmproducent met name van documentaires.
Ze was een dochter van longarts dr. Pieter Johannes Adrianus (Jan) van Voorst Vader (1916-2007) en Gerardina Hendrika Haitsma Mulier (1920-2017). Ze werd vernoemd naar haar grootmoeder Susanne Civile Sophie de
Vidal de St. Germain (1885-1965) die op haar beurt was genoemd naar haar grootmoeder Susanne Civile Sophie barones van Hardenbroek (1826-1886). Ze is getrouwd geweest met wis- en natuurkundige Christiaan Rudolf Mol. Ze was afgestudeerd in de Engelse taal en letterkunde.
Ze startte die werkzaamheden in de jaren tachtig. Ze was werkzaam bij het Amsterdams Stadsjournaal. Ze regisseerde er De sprong (over de opname van acteur Henry Bosch in een psychiatrische kliniek, 1982), gemaakt voor het Humanistisch Verbond. Ze werkte negen jaar bij IDTV Docs en ook voor Ariël Film Producties. Ze was verantwoordelijk voor documentaires als De kinderen van juf Kiet van Peter Lataster en Petra Lataster, 0,03 seconde van Suzanne Raes en The wasteland van Chris Teerkink. Felice... Felice... uit 1998 leverde haar samen met Pieter van Huystee een Gouden Kalf op. Een nominatie voor die prijs kreeg ze nog met The rainbow warriors of Walheke Island uit 2009.
Ze was een aantal jaren filmconsulent bij het Nederlands Filmfonds (2015-2021). Bij dat fonds hield ze zich ook bezig met ontwikkeling van jong talent (Teledoc en DOK junior).
Ze was voorts betrokken bij de organisatorische kant. Ze zette het Kleine Producentenoverleg op met Rolf Orthel en René Schouten. Ze stond aan de wieg van de Nederlandse Audiovisuele Producenten Alliantie (NAPA).
In 2023 liet haar gezondheid haar dermate in de steek dat ze haar werkzaamheden moest beëindigen. In februari 2024 overleed ze, 69 jaar oud. Peter en Petra Lataster schreven het In memoriam voor het DDG.
- Bibliothèque nationale de France: cb14061128v (data)
- International Standard Name Identifier: 0000 0001 1951 2573
- Library of Congress Control Number: no2007109995
- Nederlandse Thesaurus van Auteursnamen: 074049593
- Virtual International Authority File: 76519275